# 东方毛蕊花
东方毛蕊花（学名：Verbascum chaixii sp. orientale）为玄参科毛蕊花属下的一个亚种。